# Индийско-сомалийские отношения
Индийско-сомалийские отношения — двусторонние дипломатические отношения между Индией и Сомали. Страны являются членами Организации Объединённых Наций (ООН).

## История
Индия открыла посольство в Могадишо в 1961 году, которое было закрыто после начала гражданской войны в Сомали в 1991 году. Высокая комиссия Индии в Найроби представляет интересы страны и в Сомали. В Нью-Дели имеется посольство в Сомали.
В 1963 году премьер-министр Сомали Абдирашид Али Шермарк посетил Индию. В 1968 году он снова посетил эту страну в должности президента Сомали. 
В октябре 2015 года президент Сомали Хасан Шейх Махмуд посетил Нью-Дели, чтобы принять участие в 3-м Саммите форума Индии и Африки. Во время визита Университет Баркатуллы присвоил ему степень почётного доктора. Несколько других высокопоставленных сомалийских официальных лиц также посетили Индию. Из Индии высокие визиты в Сомали были на уровне государственных министров.
Будучи непостоянным членом Совета Безопасности ООН в 2011—2012 годах, Индия была председателем Комитета СБ ООН по санкциям в отношении Сомали и Эритреи.

## Торговля
Торговля между Индией и Африканским Рогом восходит к древним временам. С 2008 года Индия предоставляет Сомали в одностороннем порядке беспошлинный преференциальный доступ на рынок для экспорта товаров и услуг. Объём товарооборота между странами в 2014—2015 годах составил сумму 391,05 млн. долларов, что на 51 % больше, чем в предыдущем финансовом году. Индия экспортировала в Сомали на сумму 352,81 млн. долларов, а импорт составил сумму 38,25 млн. долларов.

## Помощь Индии для Сомали
В 1961 году Индия предоставила Сомали лекарств и одежды на сумму 15 000 рупий, а в 1992 году — 20 лакхов индийских рупий. В 1985 году Индия пожертвовала 100 000 тонн пшеницы Сомали, Кении и Джибути.
Проект Панафриканской электронной сети, ведущая инициатива Индии по оказанию помощи Африке, был представлен 16 августа 2010 года в Сомали. Индия пожертвовала 2 млн. долларов для Миссии Африканского союза в Сомали (АМИСОМ) в мае 2011 года и ещё 1 млн. долларов в марте 2012 года. В сентябре 2011 года Индия через Всемирную продовольственную программу предоставила 8 млн. долларов для Сомали, Кении и Джибути.
Граждане Сомали имеют право на получение стипендий в рамках Индийской программы технического и экономического сотрудничества и Индийского совета по культурным связям.

## Антипиратское сотрудничество
Индия является членом Контактной группы ООН по борьбе с пиратством у берегов Сомали. С 2008 года ВМС Индии проводят антипиратское патрулирование в Аденском заливе. Впервые правительство разрешило ВМС Индии действовать автономно без запроса разрешения Нью-Дели на проведение отдельных операций.
Пиратское судно обстреляло индийский военный корабль 26 ноября 2008 года, но был потоплен после того, как индийцы открыли ответный огонь. Примерно в тот же период «INS Tabar» предотвратил попытку угона индийского грузового корабля у берегов Сомали. «INS Tabar» был отправлен на службу в октябре 2008 года для сопровождения судов у берегов Сомали и к концу ноября 2008 года сопровождал более 35 индийских и иностранных судов.
После встречи между премьер-министром Индии Нарендрой Моди и президентом Сомали Хасаном Шейхом Махмудом в октябре 2015 года страны договорились укрепить сотрудничество в области морской безопасности и операций по борьбе с пиратством.
Грузовое судно под индийским флагом «MV Al Kausar» было захвачено сомалийскими пиратами у острова Сокотра 1 апреля 2017 года. Судно перевозило пшеницу и сахар, следовало из Дубая в Пунтленд, с 11 членами экипажа на борту, которые были гражданами Индии. Пираты вывели лодку на берег в центральном штате Сомали Галмудуг. Сомалийские силы безопасности пробовали отбить судно, в результате чего пираты бежали в холмистые районы между Эль-Хуром и Хардхиром с девятью членами экипажа в качестве заложников. Сомалийцы освободили судно, его груз и двух членов экипажа, которые были брошены пиратами во время столкновений. В результате последующего рейда сомалийцев оставшиеся девять членов экипажа были освобождены, и все 10 пиратов были взяты в плен. Пираты планировали использовать индийских заложников, чтобы потребовать освобождения пиратов, содержащихся в индийских тюрьмах. ВМС Индии вернули судно и членов его экипажа 13 апреля 2017 года. После проведения медицинских осмотров членов экипажа и пополнения запасов корабль ВМС Индии сопровождал «MV Al Kausar» до запланированного пункта назначения.

## Диаспоры

### Сомалийцы в Индии
После начала гражданской войны в Сомали в 1991 году некоторое количество сомалийцев попросило убежища в Индии. Это сообщество беженцев составляет большую часть сомалийских иммигрантов в стране. По состоянию на 2007 год в Индии насчитывалось около 600 сомалийцев, 80—90 % из которых проживали в городе Хайдарабад. Другие города с большим населением сомалийцев: Пуна, Нью-Дели, Мумбаи, Майсур и Аурангабад.
Сомалийцы часто посещают Индию для учебы или за медицинской помощью. Президент Сомали Хасан Шейх Махмуд учился в Индии в 1980-х годах.

### Индийцы в Сомали
Индийские торговцы вели торговлю с сомалийцами с древних времен. Арабский путешественник Ибн Баттута зафиксировал присутствие торговцев из Индии на Африканском Роге еще в 1331 году. Он писал, что торговцы жили со своими семьями в одно- или двухэтажных зданиях. К XIX веку индийские торговцы начали экспортировать домашний скот, мясо, шкуры и сельскохозяйственную продукцию из южной части Сомали.
Итальянские владельцы плантаций нанимали индийцев для работы на плантациях в Сомали в 1940-х и 1950-х годах. Индийцы также открыли в стране несколько предприятий. Приблизительно 200 индийских семей проживали в Сомали, в основном участвовавших в крашении тканей в Могадишо и Мерка. Индийская община в Сомали в основном проживала в городах и имела свои школы. В то время сомалийцы были в основном кочевниками, которые странствовали по сельской местности. Индийские семьи из Кисмайо переехали в Могадишо в начале 1980-х годов, а затем почти вся индийская община в Сомали покинула страну после начала гражданской войны в 1991 году. Большинство индийцев из Сомали переехали в Момбасу. После начала гражданской войны вся принадлежащая Индии собственность в Сомали была захвачена вооружёнными ополченцами.

## Индийские миротворцы
В 1993–1994 годах в Миротворческой операции ООН в Сомали (UNOSOM II) участвовало около 4600 индийских военнослужащих. Индийский контингент UNOSOM II под командованием бригадного генерала М. П. Бхагата включал в себя бронетехнику, вертолёты, ВМС Индии и базировался в Байдабо. Двенадцать индийских солдат были убиты в ходе боевых действий в Сомали. Помимо миротворческих операций, индийские войска также занимались гуманитарной деятельностью и восстановлением инфраструктуры. Индийские войска поставили лекарств и семена на сумму 10 лакхов индийских рупий.